# 26

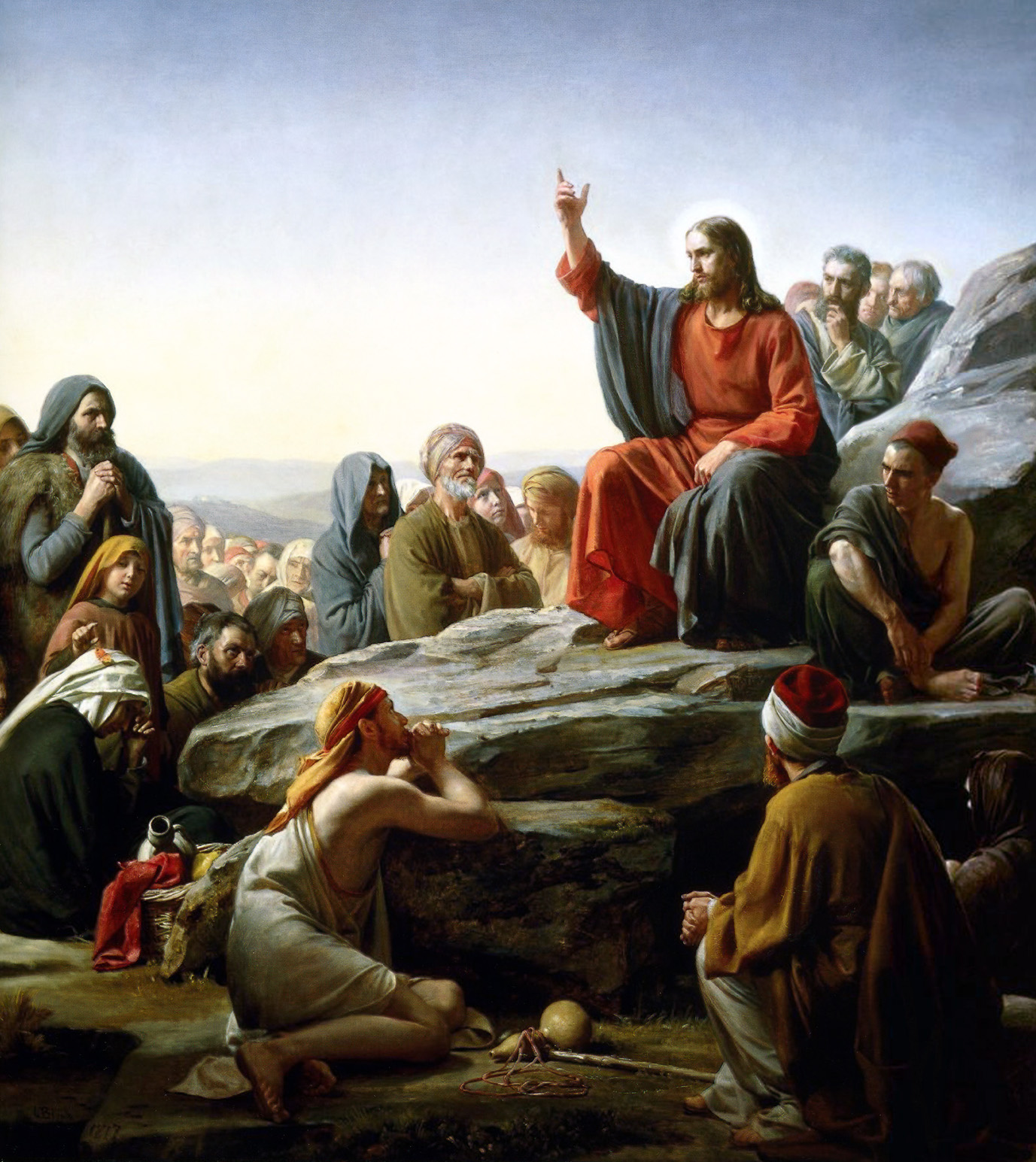
Jezus van Nazareth predikt het evangelie

Het jaar 26 is het 26e jaar in de 1e eeuw volgens de christelijke jaartelling.

## Gebeurtenissen

### Palestina
- In het christendom wordt soms aangenomen dat in dit jaar Jezus van Nazareth in de Jordaan werd gedoopt door Johannes de Doper en het openbaar optreden van Jezus begon. Deze datering wordt gebaseerd op de combinatie van 2 aanwijzingen in het Nieuwe Testament: 1. Volgens Lucas 3:23 was Jezus 'ongeveer 30 jaar oud' toen hij zijn werk begon. 2. De geboorte van Jezus zou hebben plaatsgevonden toen Herodes de Grote nog leefde. Herodes stierf in 4 v.Chr. Als Jezus rond 4 v.Chr. werd geboren was hij ongeveer 30 in het jaar 26.
- Pontius Pilatus volgt Valerius Gratus op als vijfde praefectus over Judea.

## Overleden
- Claudia Pulchra (40), dochter van Paullus Aemilius Lepidus
- Quintus Haterius, Romeins politicus en redenaar